# دومينيك روستشيلي
دومنيك روستشيلي (بالفرنسية: Dominique Rustichelli)‏ (26 يونيو 1934 في مرسيليا)، هو لاعب كرة قدم فرنسي لعب لمدة 6 سنوات في أولمبيك مرسيليا بين 1952 و1958، لعب خلالها 140 مباراة في النادي وسجل 33 هدفاً، ثم لعب في عدد من الفرق الأخرى قبل أن يعلن اعتزاله.

## روابط خارجية
- دومينيك روستشيلي على موقع قاعدة بيانات كرة القدم.إي يو (الإنجليزية)
- دومينيك روستشيلي على موقع عالم كرة القدم.نت (الإنجليزية)